# Ludwig Svennerstål

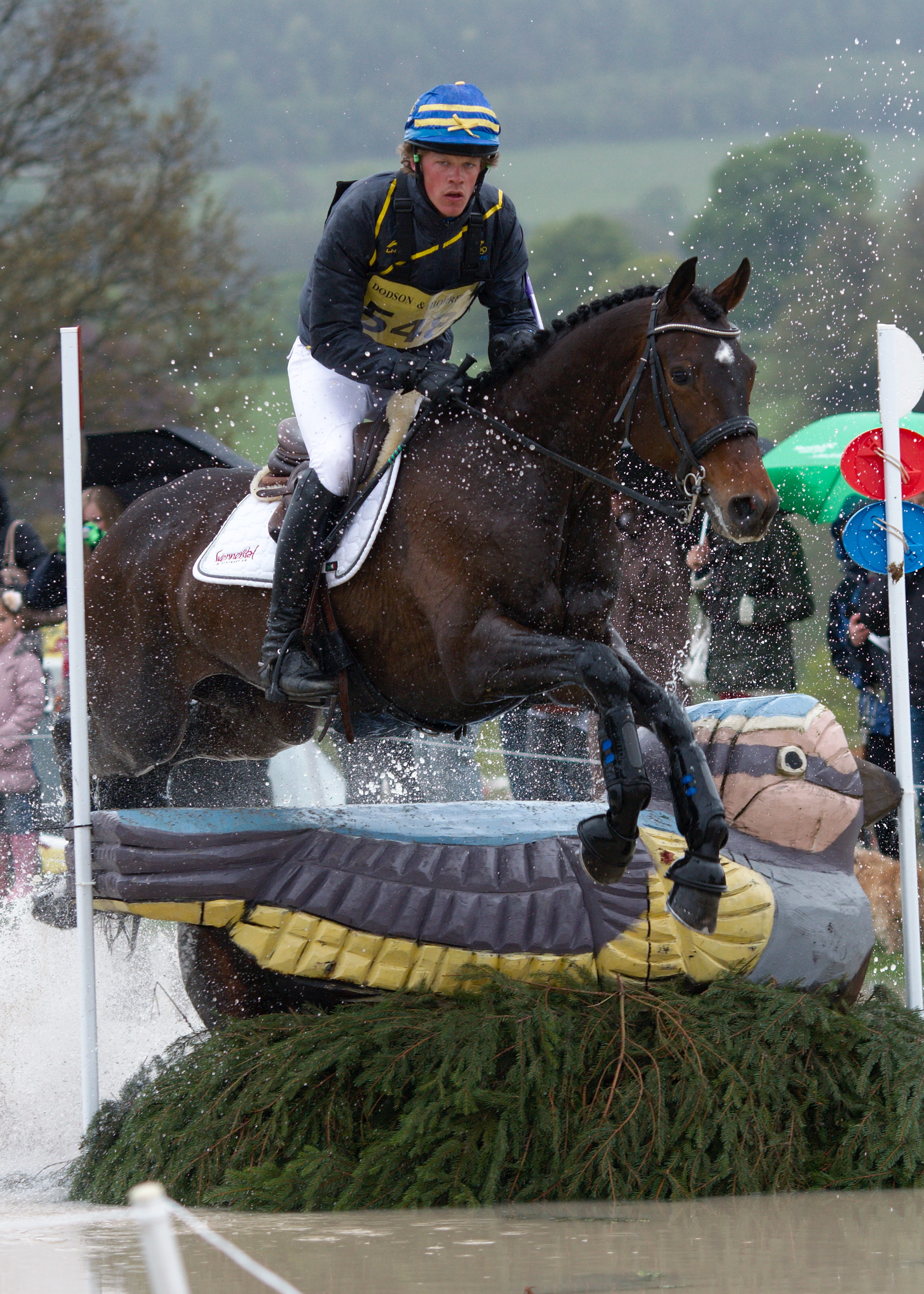
Ludwig Svennerstal und Tempranillo bei den Chatsworth International Horse Trials 2013

Ludwig Svennerstål (* 24. August 1990 in Stockholm) ist ein schwedischer Vielseitigkeitsreiter.

## Werdegang
Sechsjährig begann er zu reiten, achtjährig bekam er gemeinsam mit Schwester Ellen sein erstes Pony. Mit 10 Jahren bekam er sein erstes Pferd.
2012 ritt er in London bei seinen ersten Olympischen Spielen. Dort belegte er mit der Mannschaft den vierten Platz und ritt im Einzel auf Rang 20. Auch vier Jahre später war er Teil der schwedischen Olympiamannschaft. Im Jahr 2013 gewann er mit Shamwari als Teil der schwedischen Equipe die Mannschafts-Silbermedaille bei den Europameisterschaften in Malmö.
Er lebt ab 2009 im englischen Harrogate und trainierte bei Christopher Bartle. Fünf Jahre später wechselte er auf die Anlage von Mark Todd.

## Privates
Seine Mutter und seine Schwester Ellen sind ebenfalls im Sport aktiv.

## Pferde (Auszug)
- Paramount Importance (* 2007, ursprünglicher Name: Piloto), Holsteiner Schimmelwallach, Vater: Pasco, Muttervater: Louis; bis 2015 von Oliver Smith geritten[2]
- Shamwari (* 2002), dunkelbrauner Hannoveraner-Wallach, Vater: Star Regent xx, Muttervater: Der Clou, ab 2014 von Boyd Martin geritten[3]
- Alexander (* 2003), brauner Wallach, Vater: New Balance 971, Muttervater: Herkules 504, Besitzer: Svennerstål & Partners AB

## Erfolge

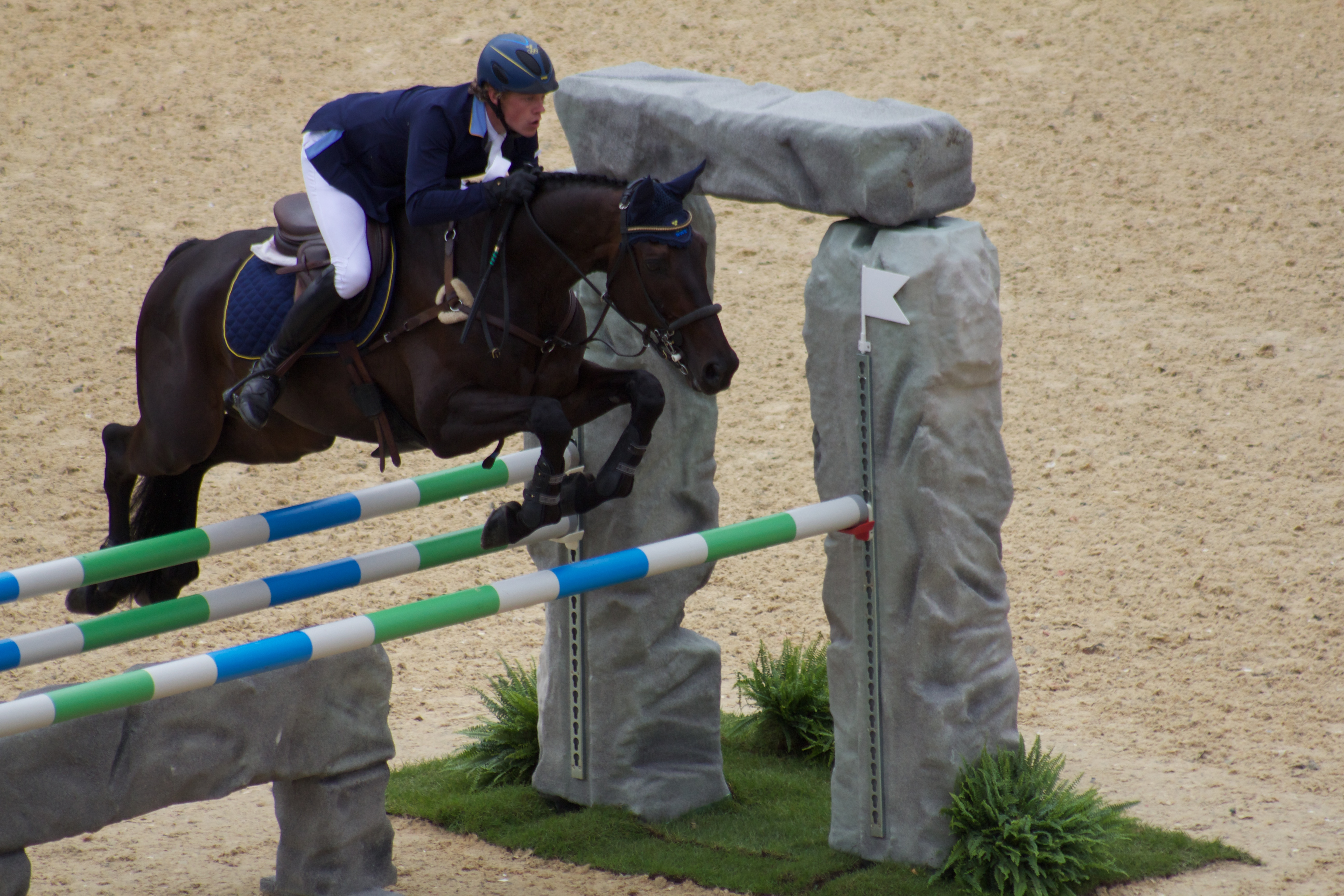
Ludwig Svennerstål und Shamwari bei den Olympischen Sommerspielen 2012

### Championate und Weltcup
- Olympische Spiele
  - 2012, London: mit Shamwari 4. Platz mit der Mannschaft und 20. Platz im Einzel
  - 2016, Rio de Janeiro: mit Aspe 11. Platz mit der Mannschaft und 27. Platz im Einzel
- Europameisterschaften
  - 2011, Luhmühlen: mit Shamwari 4. Platz mit der Mannschaft und 21. Platz im Einzel
  - 2013, Malmö: mit Shamwari 2. Platz mit der Mannschaft und 10. Platz im Einzel
  - 2015, Blair Castle: mit Franzipan aufgegeben (Einzelreiter außerhalb der Mannschaft)
  - 2017, Strzegom: mit Paramount Importance 3. Platz mit der Mannschaft und 15. Platz im Einzel[4]